# Hans Ernst Karl von Zieten
Hans Ernst Karl von Zieten, à partir de 1817 comte von Zieten (né le 5 mars 1770 à Dechtow et mort le 3 mai 1848 à Warmbrunn) est un officier prussien, plus récemment Generalfeldmarschall.

## Biographie

### Origine
Hans Ernst Karl est le deuxième général hussard nommé Zieten. Le général Hans Joachim von Zieten et Hans Ernst Karl von Zieten ne sont pas liés l'un à l'autre. Les deux familles n'ont pas de progéniteur commun, même si l'on parle d'une lignée plus ancienne des derniers comtes de Zieten sur Dechtow dans l'arrondissement de Prignitz-de-l'Est-Ruppin et de la plus jeune lignée sur Wustrau en général.
Il est le fils d'Ernst Dietrich von Zieten (1739-1798), seigneur de Dechtow et de son épouse Charlotte Sophie Margarethe, née von Moeller.

### Carrière militaire
Dans le régiment du Corps de Zieten, dans lequel Hans Ernst von Zieten est accepté comme drapeau junior alors que Frédéric le Grand est encore en vie, le jeune sous-lieutenant reçoit sa licence d'officier en 1789. En 1793, il sert comme adjudant du lieutenant-général Friedrich von Kalckreuth, qui devient plus tard maréchal. En raison de ses compétences de cavalerie, il se voit confier le poste d'adjudant d'inspection en 1799 et promu major l'année suivante.
Dans les campagnes contre Napoléon, il fait ses preuves en tant que chef de cavalerie et chef de corps. Son succès militaire l’amène le 18 février 1809 une promotion irrecevable au grade de colonel. À la suggestion de Scharnhorst, il devient membre d'une commission pour «l'abolition des règlements d'exercice de cavalerie». Promu major général le 20 mars 1813, il remporte un important succès le 26 mai 1813, qui renforce la réputation de la Prusse avant l'armistice de Pleiswitz : à Haynau, il parvient à attirer les troupes du général français Maison dans une embuscade et à les vaincre et ainsi faciliter le retrait des troupes alliées de Bautzen à Liegnitz. Pour ce succès, il reçoit la croix de fer de 1re classe.
Lors des combats en France en 1814, il fait de même dans la bataille de Laon, où il contourne l'ennemi et contribue ainsi à décider de la victoire. La plupart des canons et des chariots de munitions de cette bataille sont capturés par les escadrons de Zieten.
Dans la campagne de 1815
Après le retour de Napoléon d'Elbe, un nouveau conflit armé contre la France devient nécessaire. Zieten reçoit le commandement du 1er corps de l'armée de Basse-Rhénanie sous le commandement de Blucher. Le 16 juin 1815, ses troupes à la bataille de Ligny sur la ligne du village de Ligny, Brye et Saint-Amand portent le poids de la bataille. Le 18 juin, jour de la bataille de Waterloo, il apporte au duc de Wellington une aide décisive pour l'issue de la bataille. Dans l'après-midi, les Français attaquent avec une grande violence, et la gauche britannique est sérieusement perturbée. Zieten reçoit l'ordre de Blücher d'arrêter, mais les conseils convaincants de Müffling, qui fait partie du personnel de Wellington, réussirent à persuader Zieten d'intervenir dans la bataille. Cela provoque la panique parmi les Français et contribue à l'issue victorieuse de la bataille. Enfin, le général Zieten mène victorieusement le combat d'Issy, décisive pour la reddition de Paris.
Pendant un moment, il y a une relation tendue entre Gneisenau et Zieten. L'évaluation de Gneisenau sur le caractère de Zieten est d'autant plus importante: «Le général von Zieten est l'un de nos meilleurs sous-généraux. Il ne voit jamais de difficultés et fait ce qu'on lui demande de faire sans décence. " En tant que commandant en chef du corps d'occupation prussien, Zieten est en France pendant plus de trois ans. En 1817, il est élevé au rang de comte et reçoit un don de 25 000 thalers.
Le 11 février 1819, Zieten devient le général commandant du VIe corps silésien. Le 14 septembre 1824, il est nommé chef du 4e régiment de hussards (de) et le 16 juin 1825 est promu général de cavalerie.
En tant que cavalier enthousiaste, Zieten, qui en 1839 reçoit le grade de maréchal quand on lui demande de partir, s'intéresse ensuite à toutes les questions relatives à la cavalerie et est consulté pour des avis d'experts pertinents.
Zieten reçoit plusieurs décorations pour ses services. Il devient chevalier de la Pour le Mérite le 5 décembre 1792. En septembre 1813, avec les feuilles de chêne pour la bataille de Dresde et le 18 juillet 1844 avec couronne d'or. À l'occasion de son 50e anniversaire de service, il reçoit le 26 mai 1835 les brillants de l'Ordre de l'Aigle noir. Zieten est également titulaire de l'Ordre de l'Aigle rouge 1re classe (1814), de la Grand-Croix de l'Ordre du Mérite militaire français (1816), du Chevalier Grand-Croix de l'Ordre de Bain (1819), de l'Ordre d'Alexandre Nevsky (1829) et l'Ordre de Saint-André (1835) ainsi que la grande croix de l'Ordre de Saint-Étienne (1830).

### Famille
Zieten est depuis 31 janvier 1797, marié à Josephine, née comtesse von Berlo-Suys (1776–1814). Le couple a trois enfants:
- Joséphine-Clémentine (23 octobre 1799-24 février 1862) mariée le 5 mai 1821 avec Léopold Christian Gotthard comte von Schaffgotsch (de) (mort le 19 octobre 1864), chambellan prussien et seigneur de Maywaldau
- Léopold-Charles (23 mai 1802-19 mai 1870), gouvernement secret et administrateur de district

marié à Ernestine Hedwig, comtesse von Schaffgotsch (12 janvier 1805-31 juillet 1846)
marié le 9 juillet 1849 à Agnès Juliane Henriette Ernestine de Lippe-Biesterfeld veuve Biron von Kurland (30 avril 1810-21 avril 1887)
- Adrien-Jean (13 novembre 1803-3 février 1849), Rittmeister dans le régiment de cuirassiers de la Garde marié à Amélie comtesse von der Schulenburg (26 janvier 1807-14 avril 1853) de la maison Hornhausen